# Einvernehmliche Straftat
Eine einvernehmliche Straftat ist eine Straftat, bei der alle potenziellen Opfer der Begehung der Tat zustimmen.
Diese Taten werden aber unter Strafe gestellt, um das Leben bzw. die körperliche Unversehrtheit oder die Entwicklung von Kindern und Jugendlichen zu schützen.
Einvernehmliche Straftaten sind zum Beispiel:
- Tötung auf Verlangen
- Körperverletzungsdelikte, soweit das Gesetz die Einwilligung nicht als Rechtfertigung ansieht (in manchen Ländern Praktiken aus dem Bereich des einvernehmlichen BDSM; vgl. Spanner Case).
- ggf. sexueller Missbrauch von Kindern (vgl. § 176 Absatz 2 Strafgesetzbuch (Deutschland))
- ggf. Sexueller Missbrauch von Schutzbefohlenen
- ggf. Sexueller Missbrauch von Jugendlichen (z. B. im Fall einvernehmlicher entgeltlicher Handlungen)

Einvernehmliche Straftaten sind nicht zu verwechseln mit opferlosen Straftaten.